# Broxmouth Hillfort
Broxmouth Hillfort bei Dunbar in East Lothian in Schottland wurde in den 1970er Jahren vor dem Bau eines Zementwerks in 18 Monaten fast vollständig ausgegraben. Die Ausgrabung markiert eine der ersten großen Rettungsgrabungen in Schottland, die jedoch lange unveröffentlicht blieb. Es gibt Belege für menschliche Aktivitäten ab etwa 3000 v. Chr., der Platz wurde jedoch kontinuierlich von der frühen Eisenzeit bis zu seiner Aufgabe während der römischen Besatzung belegt. Im Hillfort wurden gut erhaltene Rundhütten, aufwändig gebaute Zugänge und ein Gräberfeld der Eisenzeit entdeckt.
Im 19. und frühen 20. Jahrhundert war der harte vulkanische Fels als Baumaterial begehrt und es gab Steinbrüche am North Berwick Law und am Traprain Law. Es gibt Belege für Feste, Krieg und Handel – sowohl mit benachbarten Siedlungen als auch über das Meer. Die Bewohner hielten Rinder und Schafe und betrieben Hochseefischerei, gleichzeitig produzierten sie frühen Stahl. Die Eisenzeitstruktur beschränkte sich auf einige fragmentarische Grabenelemente und einen Palisadengraben. Das Hauptgebäude im Hillfort wurde etwa 400 v. Chr. erbaut und in den folgenden 200 Jahren mehrfach umgebaut. Letztlich hatte das Hillfort mindestens vier Wälle und Gräben und einige komplexe Torbauten. Die Metallfunde weisen auf die bisher früheste Nutzung von Stahl auf den Britischen Inseln.
Standorte dieser Qualität sind überaus selten. Es gibt eine veröffentlichte Konzentration im Süden Englands: Balksbury, Danebury, Maiden Castle und South Cadbury. Außerhalb dieser Region liegen nur sehr wenige Standorte solch hoher Qualität.